# Oskar Paluch
Oskar Paluch (ur. 7 czerwca 2006 w Skwierzynie) – polski żużlowiec.
Syn Piotra Palucha – byłego żużlowca, wieloletniego kapitana gorzowskiej Stali. 
Licencję żużlową w klasie 250 cm³ uzyskał 4 lipca 2019 w Toruniu, natomiast licencję „Ż” (uprawniającą do startów we wszystkich rozgrywkach żużlowych) zdobył 7 czerwca 2021 (w dniu swoich 15. urodzin) w Gorzowie Wielkopolskim. 
W rozgrywkach miniżużlowych zdobył następujące medale:
- FIM Speedway Youth World Championship 2021 (Mistrzostwa świata) – złoty medal[4]
- European 250cc Youth Speedway Cup 2021 (Puchar Europy) – złoty medal[5]
- Indywidualny Puchar Ekstraligi 250ccm 2020 – złoty medal
- Indywidualny Puchar Polski 250ccm w Miniżużlu 2019 – złoty medal

10 czerwca 2022 zadebiutował w barwach Stali Gorzów w meczu 8. kolejki Ekstraligi przeciwko TŻ Ostrovii Ostrów Wielkopolski. W spotkaniu tym zdobył 5 punktów i bonus.
W lipcu 2022 r. zdobył w Rydze (wspólnie z Wiktorem Przyjemskim i Franciszkiem Karczewskim) złoty medal mistrzostw Europy par juniorów. W turnieju o Brązowy Kask 2023 (BK) zdobył srebrny medal.